# Sérgio da Rocha
Sérgio kardinál da Rocha (* 21. října 1959 Dobrada) je brazilský římskokatolický duchovní a arcibiskup v São Salvador da Bahia. Dne 19. listopadu 2016 jej papež František jmenoval kardinálem.
Vstoupil do semináře v São Carlos, studoval také v Campinas, São Paulo a na římském vyšším institutu morální teologie Accademia Alfonsiana, kde získal titul doktora morální teologie. Kněžské svěcení přijal roku 1984 a byl inkardinován do diecéze São Carlos. Působil zde mj. jako koordinátor pastorace mládeže v diecézi. V diecézním semináři začal přednášet filozofii, v letech 1987-1988 a 1990 vykonával funkci rektora. V letech 1997-2001 přednášel morální teologii na papežské univerzitě v Campinas, současně byl rektorem diecézního teologického semináře. Dne 13. června 2001 ho papež Jan Pavel II. jmenoval pomocným biskupem arcidiecéze Fortaleza. Biskupské svěcení mu udělil arcibiskup José Antônio Aparecido Tosi Marques. Dne 31. ledna 2007 byl jmenován biskupem-koadjutorem Teresiny, řízení diecéze se ujal 3. září následujícího roku. 15. června 2011 ho papež Benedikt XVI. jmenoval arcibiskupem metropolitou Brasilie. Do funkce byl uveden 6. srpna téhož roku. V dubnu 2011 byl zvolen předsedou brazilské biskupské konference.